# Nanortalik
Nanortalik est une commune du Groenland, située dans la municipalité de Kujalleq. Par sa population, Nanortalik constitue la 10e ville du Groenland avec 1 404 habitants en 2012.
Jusqu’au 31 décembre 2008, elle était le chef-lieu de la municipalité de Nanortalik, en Groenland-Occidental. Elle appartient à la nouvelle municipalité de Kujalleq depuis le 1er janvier 2009.

## Histoire
Grâce à la situation méridionale de Nanortalik, éloigné d’environ 100 kilomètres de la pointe sud du Groenland, le village représente l’une des premières habitations de l’île, aussi bien pour les Inuits que pour les colonisateurs scandinaves. Nanortalik a été fondé en 1770. En 1830, le village a été déplacé afin d’améliorer sa fonction de port. Seules les ruines de Sissarissoq témoignent du premier établissement du village.
Le 19 septembre 2024, une marée noire se produit au large de Nanortalik après que le navire de croisière Adolf Jensen ait heurté des écueils à l'entrée du fjord de Tasermiut (en),,.

## Économie
L’économie du village se résume à la pêche, à petite échelle, et on peut faire du ski.

## Divers
Nanortalik est aussi une chanson de Dominique A, sur son album intitulé La Musique, sorti le 6 avril 2009, dans laquelle on peut ressentir la rencontre entre un homme et cet endroit, où tout doit être dépouillé. L'homme nu face à lui-même.